# Ligne de Ligré-Rivière à Richelieu
 (janvier 2021).
Si vous disposez d'ouvrages ou d'articles de référence ou si vous connaissez des sites web de qualité traitant du thème abordé ici, merci de compléter l'article en donnant les références utiles à sa vérifiabilité et en les liant à la section « Notes et références ».
La ligne de Ligré-Rivière à Richelieu est une ligne ferroviaire française intégralement établie en Indre-et-Loire. Prolongement de la ligne de Port-Boulet à Port-de-Piles à partir de la gare de Ligré-Rivière, elle relie la gare de Ligré-Rivière, située sur la commune de  Ligré, à celle de Richelieu.

## Histoire
C'est une ligne d’intérêt Local Richelieu Ligré-Rivière appartenant aux CFD (chemins de fer départementaux destinés à désenclaver les campagnes après la construction des grandes lignes et voies secondaires entre 1840 et 1870). Cette ligne construite en 1884 était raccordée à l’ancienne voie de Port-Boulet (ligne Nantes Lyon) à Port-de-Piles (ligne Paris Bordeaux) appartenant l’une et l’autre à la compagnie du P.O drainant une partie du trafic vers l'Administration des chemins de fer de l'État qui exploitait entre autres La ligne de Vendée Tours Chinon Les Sables d’Olonne. La Ligne Richelieu Ligré Rivière, outre le transport voyageurs et le courrier qui, expédié de Richelieu, était distribué à Tours le lendemain, acheminait chaque semaine sur Paris jusque dans les années 1950 un wagon entier de légumes et de spécialités régionales : asperges et veaux estimés élevés sur les prairies de la Veude (occupées aujourd’hui par les peupliers). Elle permettait également l’expédition de céréales et approvisionnait les agriculteurs en produits nécessaires à la culture (engrais, etc.).
- le Matériel dans les années 50 :
  - Autorail A 75 D X 902, Autorail Billard, à partir de 1947
  - Autorail FNC X 8013 prototype no 3 dit « la Richelaise », Billard à partir de 1947
  - Locotracteur CFD  020-C-110B, affecté le 8 juin 1950, vendu le 28 mai 1956
  - Locotracteur CFD  020-C-110A, affecté le 12 décembre 1955, jusqu'en 1969
  - Locotracteur CFD  020-C-113, affecté le 5 septembre 1969, jusqu'en 1974, vendu à la Régie Ferroviaire Richelaise (R.F.R.), nouvel exploitant de la ligne de Richelieu[1].

En 1957 et 1958, a la demande des habitants, des arrêts facultatifs sont aménagés a proximité des lieux dits de Bel-Ebat et de la La Pataudière.
Le Conseil Général achève en 1959, une étude portant sur les perspectives d'avenir de la ligne.
Le rapport de l'étude fait état de déficits significatifs et est pessimiste concernant l'évolution de la situation.
```
extrait du rapport  :
```

"Il n'y a pas d'espoir de voir la situation s'améliorer, car la statistique montre une désaffectation des usagers pour ce mode de transport : de 1951 à 1958, le nombre annuel de voyageurs s'est abaissé régulièrement de 21 257 à 17 090."
Au 1er février 1960, un service de remplacement des trains par autocars est assuré par la Société d'Exploitation des Transports
de Touraine et du Poitou (S.T.A.O.)
l’exploitation d’un chemin de fer touristique se développe à partir de 1974.

### Ouverture
- Inauguration de la ligne de chemin de fer.

La ligne est inaugurée le 7 septembre 1884, elle est ouverte aux voyageurs et au transport de marchandises et de courrier, est assez fréquentée (3 A/R par jour pour les voyageurs 1 A/R pour les marchandises).
- Inauguration de l'activité touristique :

En 1974, un accord avec la Régie Ferroviaire Richelaise (R.F.R), exploitant de la ligne à cette époque, permettra à l’AJECTA  l'exploitation de ses trains touristiques sur cette ligne, conjointement aux circulations marchandises, assurés par la R.F.R . La ligne apparaît dans plusieurs films du fait du matériel historique et de la bonne conservation de ses gares et infrastructures.

### Fermeture
Le déficit de la ligne amène le conseil général à fermer le service voyageurs en 1937 remplacé par une desserte routière ; le mécontentement des usagers maintiendra le service ferroviaire jusqu'en 1960 au prix d'un matériel modernisé (autorail Billard) d'une maintenance moins coûteuse
- Service voyageurs : 1960
- Trafic marchandises : 1993
- Trafic touristique : 2004

### Déclassement
La ligne est déclassée, la voie et les installations déposées au premier semestre 2016 (chantier ouvert le 17 mai 2016) en vue de la réalisation d'une voie de communication douce, voie verte entre Richelieu et Chinon (lieu-dit Saint-Lazare, ancienne jonction vers Loudun), ce qui induit également la section de ligne du réseau général entre Ligré-Rivière et Chinon de l'ancienne ligne de Port-Boulet à Port-de-Piles.
Cette transformation étant initiée par les communautés de communes concernées par la ligne.
Dans ce cadre, il est prévu de réaliser une restauration des gares une scénographie.
Une voie verte est aménagée sur l'ancienne voie ferrée.